# Vítězslav Kumpera
Vítězslav Kumpera (30. července 1876, Praha – 1. září 1952, São Paulo) byl český průmyslník, obchodník, zprvu společník a později postupně generální ředitel, předseda správní rady a prezident společnosti Walter.

## Životopis
Jeho otcem byl Antonín Kumpera (8. 3. 1833 v Sedlčanech – 22. 1. 1905 v Praze) a jeho matkou byla Barbora Kumperová, rozená Žižková (18. 2. 1836 v Kytíně – 1. 9. 1909 v Praze). Antonín Kumpera byl velkoobchodník a zakladatel (1864) nejstaršího českého exportního a importního domu s kůžemi a obuvnickými potřebami. Bydlel v Havelské 27 na Novém Městě v domě U železného kříže a prodejnu měl poblíž v Rytířské 10. Rodiče Vítězslava Kumpery měli šest potomků, on se narodil jako pátý v pořadí, ale jako prvorozený syn. V mládí hrával kopanou a závodil na kole. V červenci 1896 se například zúčastnil mistrovství Čech amatérů, cyklistického závodu Praha – Olomouc – Brno (330 km), kde v čase 16:21 h obsadil 2. místo. V kostele Nejsvětější trojice v pražském Podskalí 4. června 1900 uzavřel sňatek a připadlo mu nemalé věno manželky (Růžena Anna Češpivová, * 23. 12. 1878). Od 1. července 1900 převzal do správy otcův (otci bylo už 67 let) velkoobchod s kůžemi. Rok po svatbě, 10. července 1901 se jim narodil syn Antonín (po dědečkovi), později zvaný Teny, a o tři roky později syn Vítězslav (1. září 1904). Synové – na rozdíl od něj – dosáhli vysokoškolského vzdělání. Antonín byl Ing. a Vítězslav JUDr. Oba pak zaměstnal ve "své" firmě Walter.
Od roku 1904 jezdil na vlastním motocyklu s přívěsným kočárkem Laurin & Klement a od roku 1908 měl vůdčí list na automobil (zakoupil jej přímo u Václava Vondřicha, čtyřválcovou voiturettu Laurin & Klement F) Od 4. dubna 1910 – od 1. leteckého dne pořádaného ing. Otto Hieronimem na závodišti ve Velké Chuchli, který se uskutečnil při příležitosti konání Pražského automobilového salonu – se datuje jeho zájem i o letectví, byť letecký pokus O. Hieronima tehdy skončil neslavně. Kumpera, člen výboru Českého klubu automobilistů, měl svěřen generálního manažera podniku. V letech před první světovou válkou se v českých, průmyslových kruzích objevilo jméno Vítězslav Kumpera, původně obchodník s kůžemi a po domácku vyráběnými rukavicemi, avšak majitel firmy Ant. Kumpera (po svém otci). V roce 1910 bydlel v Mikulášské 5/1075 (nyní Pařížská). Dařilo se mu a stal se majitelem prvního vyrobeného automobilu Walter W-III (1912). V roce 1911 se totiž stal spoluzakládajícím podílníkem v čerstvě založené společnosti Walter & spol.

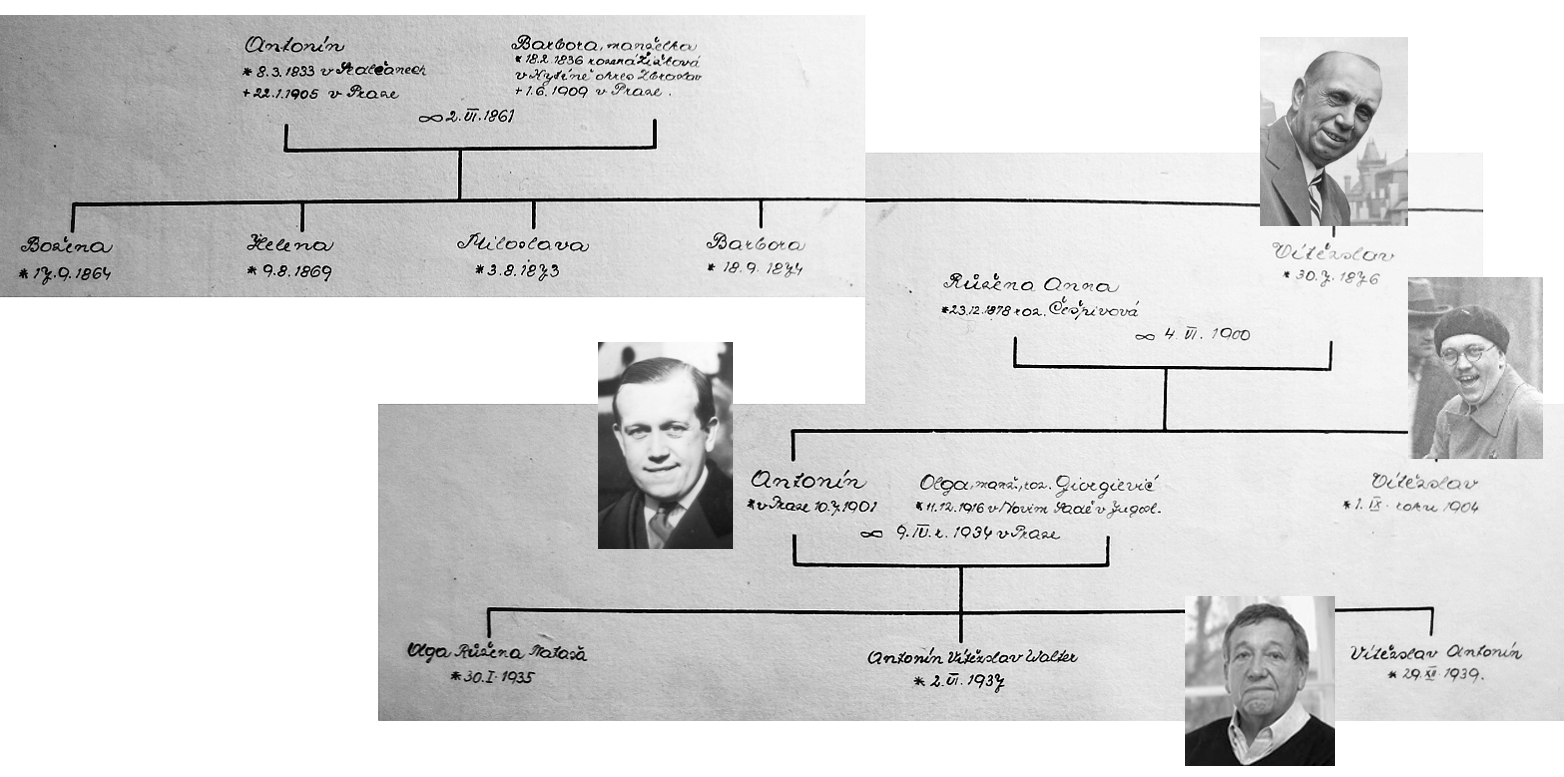
Faksimilie z rodokmenu Kumperů

Vlastnil i čtyřsedadlovou tříkolku Walter. Krátce po zahájení "sériové" výroby automobilu Walter W-III byla jeho automobilem vykonána v srpnu 1913 zkušební "Alpská" jízda na Štilfské sedlo, na tehdejší hranici mezi Italským královstvím a Tyrolskem v Rakousko-Uhersku (Stilfserjoch/Passo dello Stelvio, 20 km od Bormia v Dolomitech, 2758 m n. m.). Čtyřdenní cestu v délce přes 1800 km vykonali účastníci "bez trestného puntíku": podílník společnosti a majitel vozidla Vítězslav Kumpera, prokurista Prokop Fořt a Josef Walter. Během cesty vůz fungoval spolehlivě a bez nejmenších potíží vyjel oběma směry na Štilfské sedlo a také dojel zpět do Prahy. Jediným problémem cesty byl přechod hranic do Německa, kde je celník nechtěl propustit, protože na motoru nebylo vyraženo číslo. Jak v Národních listech píše sám Josef Walter: "Bylo totiž opomenuto v továrně vyrazit na motor číslo stroje: 1".
Na základě své cyklistické minulosti se stal členem Kroužku cyklistů – závodníků z let devadesátých (19. století), který byl založen v roce 1929. Prvním předsedou klubu byl ve třicátých letech Heřman Hausman, místopředsedou Josef Švagrovský a jednatelem Václav Kánský. Později se na místě předsedy spolku vystřídal Vítězslav Kumpera a Josef Vejtruba, v roce 1948 se stal předsedou klubu Augustin Vondřich.

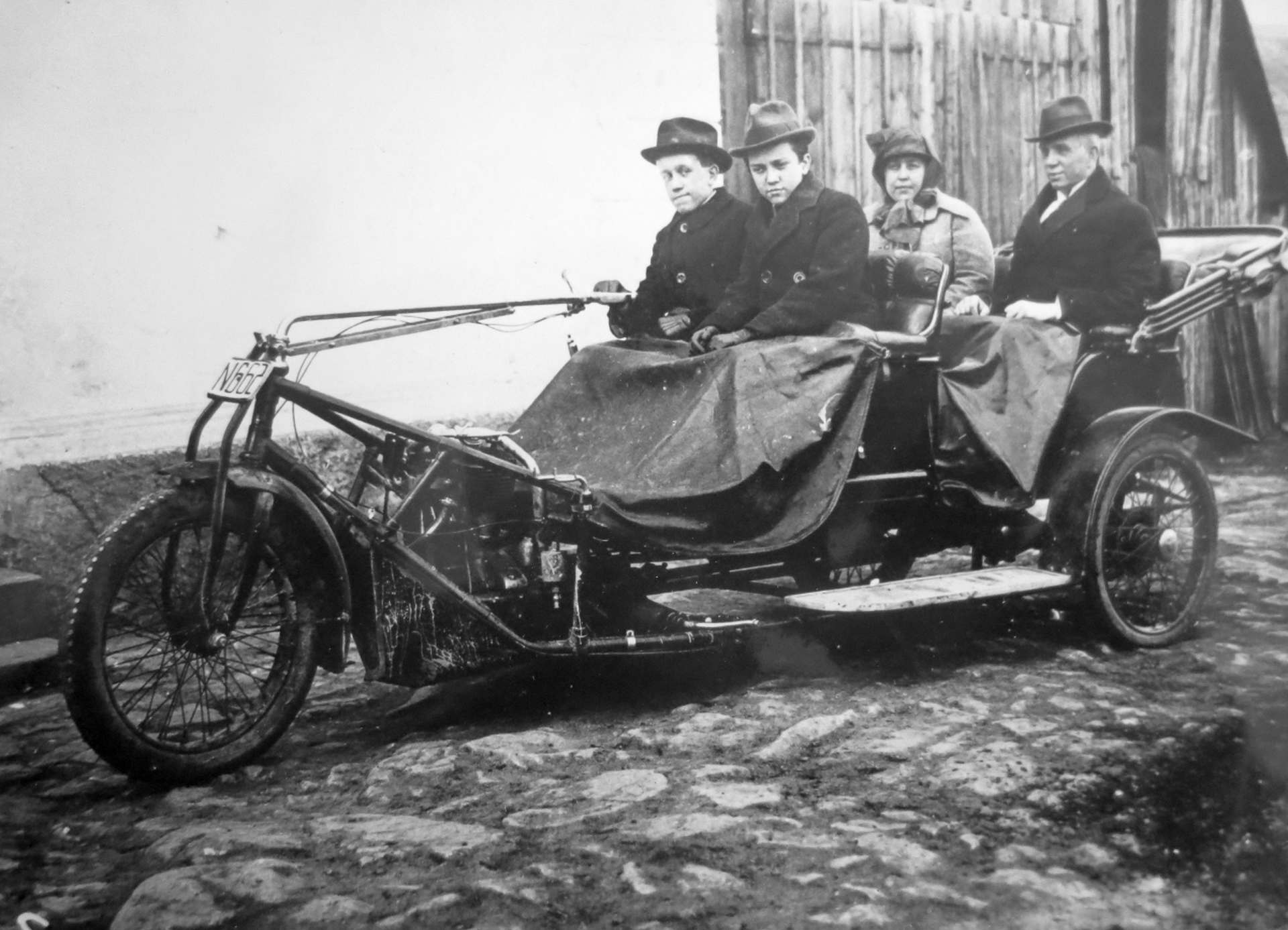
Rodina Kumperova na tříkolce Walter C4, zleva synové Antonín a Vítězslav ml. a vzadu Vítězslav Kumpera st. s chotí

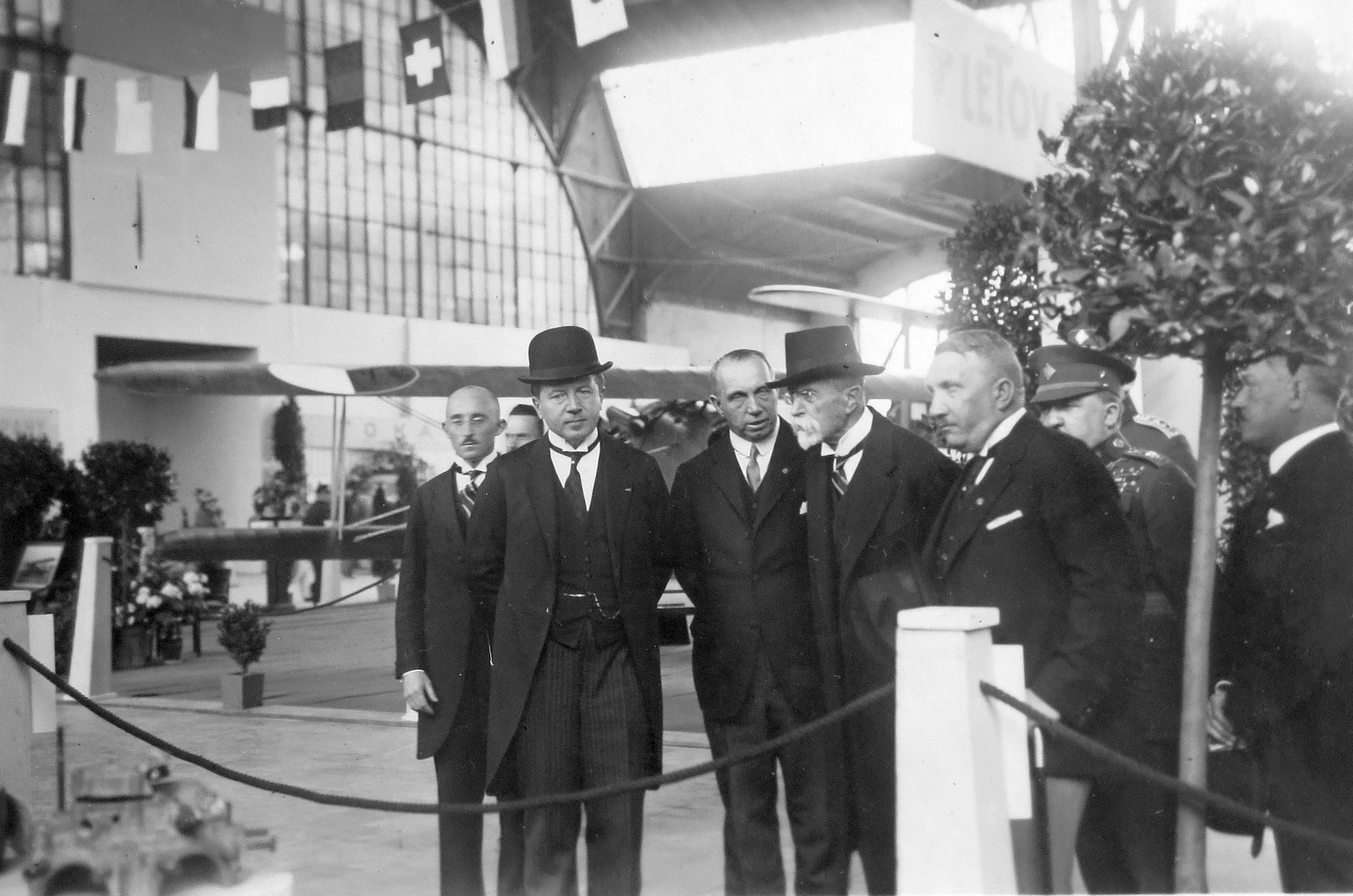
Prezident T. G. Masaryk naslouchá výkladu V. Kumpery st. (Letecká výstava Praha, 1927)

## Podnikatelské aktivity
Podle dochovaných svědectví, pravděpodobně více či méně subjektivních, začal rozšiřovat svůj majetek před první světovou válkou. Jednalo se o věno manželky a koupi činžovního domu v Praze od jejího vzdáleného příbuzného. V roce 1911 se stal veřejným společníkem továrníka Jana Masnera (zemř. 29. srpna 1922), majitele koželužny v Novém Kníně (v nynější Masnerově ul. čp. 97, objekt koželužny je památkově chráněn), která zčásti dodávala vydělané kůže pro armádu. Na začátku války se tato koželužna dostala insolvencí své banky "Záložní a úvěrní ústav v Hradci Králové" do finančních nesnází a byl na ni uvalen obchodní dozor, z něhož se dostala až v roce 1916. Rekvírování a přidělování koží vojenskou správou za války mělo nepříznivý vliv, protože firma, jakožto česká a nežidovská, dostávala pouze 4–10 % koží z množství, jež by jí vlastně příslušelo. V roce 1927 Vítězslav Kumpera ze společného vedení koželužny vystoupil, továrnu poté vedl Liboslav Masner, syn Jana Masnera.
Když vypukla první světová válka byl mobilizován (bylo mu už 38 let). Sloužil jako poručík automobilového vojska v rakousko-uherské armádě zprvu na srbské frontě a později jako školitel vojenských řidičů. Byla to asi "fešácká" vojna, protože přitom používal i soukromý automobil. Přihodilo se, že svým autem dovezl těžce zraněného nadporučíka, hraběte Nostice do lazaretu, a tím ho zachránil. Ten mu z vděčnosti nabídl lukrativní vojenskou zakázku. Šlo o dodávky polních generátorů pro světlomety i jiné účely. Základem byl plochý vodou chlazený dvouválec Douglas a příslušný generátor. Při shánění výrobce si vybral svou společnost Walter a spol. Je pravdou, že jeho zásluhou a díky té šťastné příhodě zajistil v těžké, válečné době továrně Walter plnou výkonnost a zaměstnanost. Do zálohy byl propuštěn československou armádou až 9. dubna 1920 v hodnosti nadporučíka.

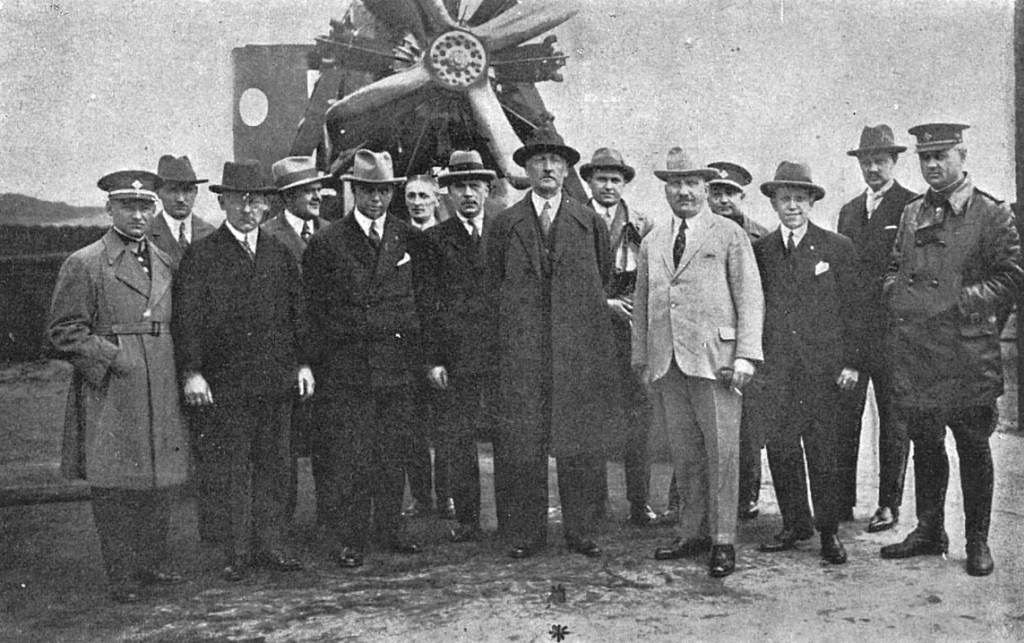
President F.A.I. v továrně Walter, na snímku zleva: ing. František Barvitius (4.), Vítězslav Kumpera st. (5.), hrabě Henry de La Vaulx, president F.A.I. – Mezinárodní letecká federace (8.), ing. Antonín Kumpera (12.) (1927)

V roce 1919 prosadil změnu na společnost akciovou (Akciová továrna automobilů Josef Walter a spol.) a Josefa Waltra z vedení a v roce 1922 definitivně vytlačil. S Josefem Waltrem se rozcházeli v názoru na další směřování firmy. Vítězslav Kumpera jako člen správní rady viděl jasně příští vzrůst a budoucnost továrny v letectví, a sice ve výrobě leteckých motorů. Pro první období letecké výroby vyjednal v Praze i cizině (1921) několika jednáními nakoupení licence k výrobě šestiválcových řadových vodou chlazených motorů BMW IV a IIIa ( Walter W-IV a Walter W-III, 1923) a i sublicenci od společnosti Gnome-Rhône (licence Bristol) a to i za přispění syna Antonína, který u Gnome-Rhône v Paříži pracoval, k výrobě devítiválcového hvězdicového motoru Jupiter (1926). V roce 1925 ostatní akcionáři s odvoláním na vzájemnou dohodu o postupném střídání ve správní radě Vítězslava Kumperu do správní rady nezvolili. Pravým důvodem spíše bylo, že Kumpera začal otevřeně hovořit o tom, že chce prosadit do správní rady oba své syny, a to stávající členy správní rady "vylekalo". Kumpera nezvolení pokládal vzhledem ke svým zásluhám za nevděk, začal skupovat akcie od ostatních akcionářů a soustavným úsilím se mu podařilo získat nadpoloviční množství akcií. Nápomocen mu komu byl i bankéř Junek. Jakmile získal majoritu, už jako nový předseda správní rady (1926) prosadil do správní rady také oba své syny. Ve společnosti Walter byl podílníkem (1911) a významným akcionářem (1919). Od roku 1928 předsednictví ve správní radě připojil i "virtuální" pozici prezidenta společnosti. Společně se syny v letech 1930–1933 ustáli celosvětovou hospodářskou krizi, která dolehla i na Československo a na společnost Walter, a také odolali tlaku na prodej společnosti, o kterou usilovala Akciová společnost pro automobilový průmysl (ASAP), potažmo její vlastník Škoda Plzeň. Jako předseda správní rady byl uváděn až do konce II. světové války.

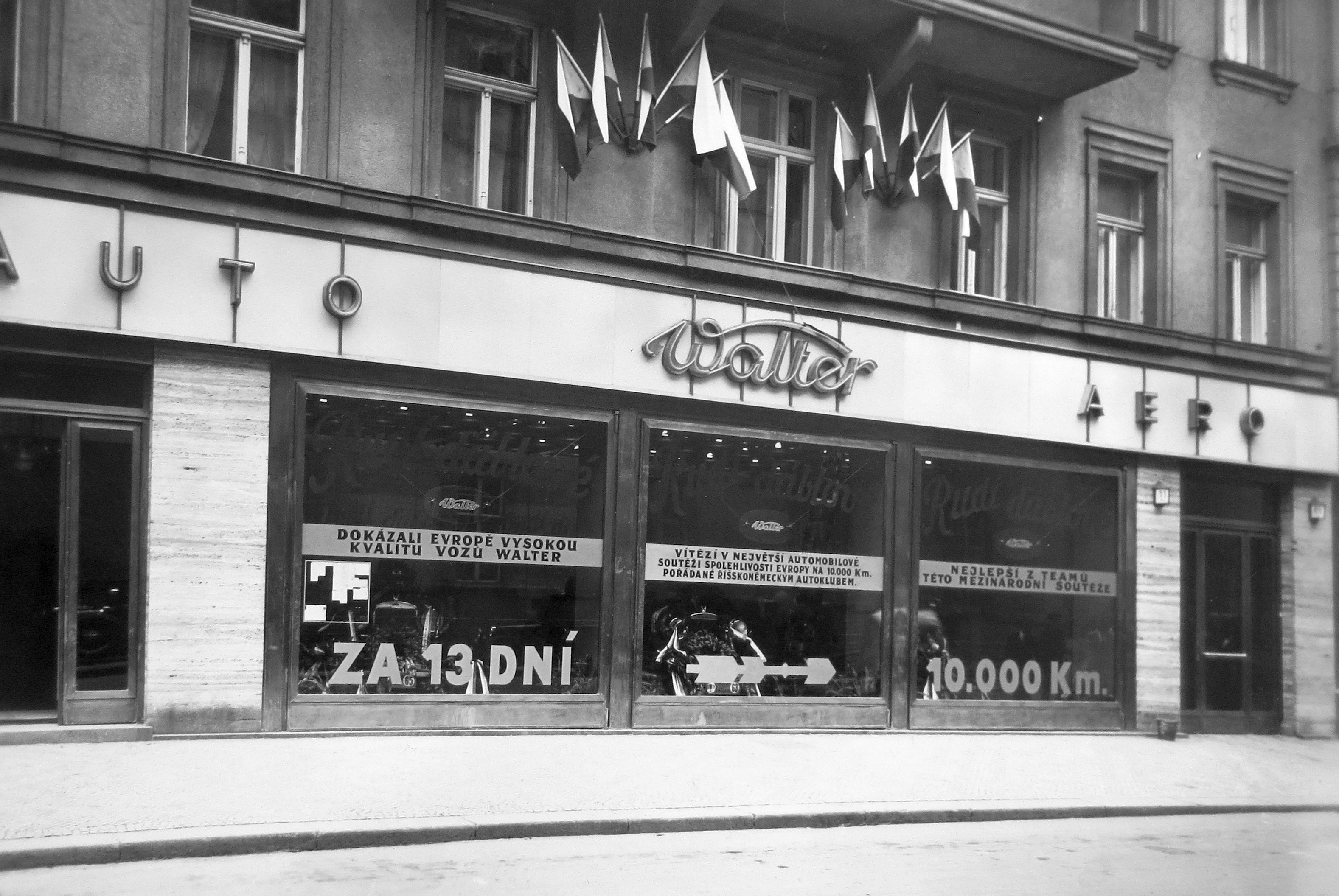
Dům Vítězslava Kumpery s reprezentační prodejnou Walter v Platnéřské 98/11 (1931)

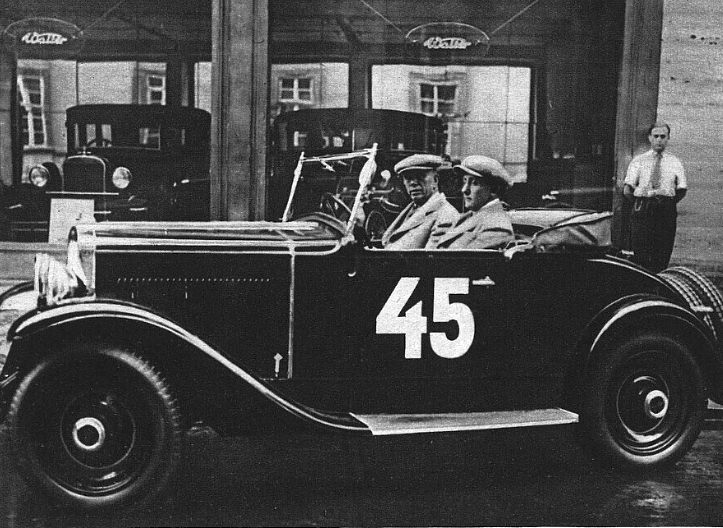
Walter Bijou, posádka G. Čáslavský a V. Kumpera st. (Letem světem, srpen 1931)

Byl do roku 1948 i majitelem společnosti Tresoria s.r.o., Jinonice u Prahy. V jejím těsném sousedství byla v roce 1913 postavena továrna Walter. Byl v roce 1921 spoluzakladatelem s Jaroslavem Pálou, významným akcionářem a pozdějším předsedou správní rady elektrotechnické firmy Pála a spol., Továrna elektrických článků a baterií ve Slaném (později Bateria Slaný) a její maďarské pobočky Pála es Társa.
Byl předsedou správní rady v Autodopravní akciové společnosti Praha (1919–1923). Tato společnost byla založena JUDr. Karlem Baxou (starosta hl. města Prahy) a Čechoameričanem kpt. Emanuelem Viktorem Voskou jako prezidentem Československé obchodní společnosti americké (Czechoslovak Commercia Corporation of America). Autodopravní společnost však po krátké době končí úpadkem, protože společnost po nákupu 52 osobních vozů, 10 luxusních automobilů, 19 autobusů a 18 nákladních automobilů nebyla schopna dostát svým závazkům. Na bouřlivé valné hromadě v květnu 1923 byl Kumpera vyzván, aby se svého velkého jmění uhradil 3 mil Kč k pokrytí ztrát společnosti, které k 31.12.1922 dosáhly částky 12,5 mil. Kč. V roce 1923 již Kumpera nebyl ve správní radě a smlouva města s Autodopravní akciovou společností v Praze byla rozvázána. V roce 1925 Autodopravní akciovou společnost nákupem akcií na burze ovládla skupina akcionářů blízká Českomoravské Kolben-Daněk. Kumpera byl v té souvislosti od roku 1922 i jednatelem společnosti Naftaspol, spol. pro dovoz a obchod minerálními oleji (účasten kapitálem 75 000 Kč), která měla zajistit pro Autodopravní akciovou společnost levný nákup pohonných hmot, ale i ta po dvou letech končí u trestního soudu. Mimo to byl i členem správní rady České banky Union a společnosti Měďárna Čechy.

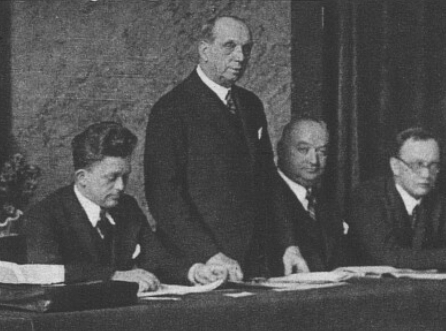
Vítězslav Kumpera předsedá I. kongresu motoristů republiky Československé (1933)

## Český klub automobilistů a Liga čs. motoristů, Aeroklub RČs., Čs. červený kříž
V roce 1906 vstupuje do Českého klubu automobilistů (od roku 1918 Autoklub Republiky Československé, AKRČs.). V roce 1909 se stal pokladníkem klubu. Tehdy mu dr. Miřička předal celý klubovní majetek v krabičce od viržinek. Bylo to 320 K. Během čtyř následujících let jmění klubu výrazně navyšuje. Později (1921) byl místopředsedou AKRČs, aktivním členem výstavního a společenského výboru. Byl členem stálé Státní silniční rady. Říkali mu tam "živá silniční mapa", jak dobře znal silnice. Najezdil statisíce kilometrů a nikdy neměl nehodu. Rád se zúčastňoval automobilových závodů a soutěží, zpravidla jako činovník, avšak i několikrát jako jezdec. Například v srpnové (15.–19. 8. 1923), čtyřetapové jízdě spolehlivosti Klubu slovenských automobilistov zvítězil "rodinný" tým Walter. Soutěž v délce 920 km se jela na trase Bratislava - Sliač - Tatranská Lomnica - Trenčianské Teplice - Bratislava za stejně těžkých podmínek jako soutěž spolehlivosti Kolem republiky AKRČs. Tři vozy Walter WIZI řídily posádky: Vítězslav Kumpera st. (st. č. 8), JUC. Vítězslav Kumpera ml. - Liboslav Masner (st. č. 9) a Ing.C Antonín Kumpera - Jan Šusta (st. č. 7). Tým dokončil soutěž bez trestných bodů. Na voze Walter Bijou jel jako spolujezdec v roce 1931 šestietapovou Mezinárodní Alpskou jízdu (30. 7. – 6. 8.). Celková trať měřila 2366 km, bylo překonáno 17 nejvyšších alpských průsmyků (mj. Brenner, Stelvio, Sv. Bernard) a trať vedla přes Německo, Rakousko, Švýcarsko, Itálii a Francii: I. etapa: Mnichov-Innsbruck; II. etapa: Innsbruck-Svatý Mořic; III. etapa: Svatý Mořic-Turín: IV. etapa: Turín-Nizza; V. etapa: Nizza-Ženeva; VI. etapa: Ženeva-Bern. V II. skupině (obsah válců od 1100 do 3000 cm³) soutěž „O pohár ledovců“ dokončila a získala upomínkovou medaili posádka Vítězslav Kumpera st. se šoférem G. Čáslavským na voze Walter Bijou (st. č. 45).

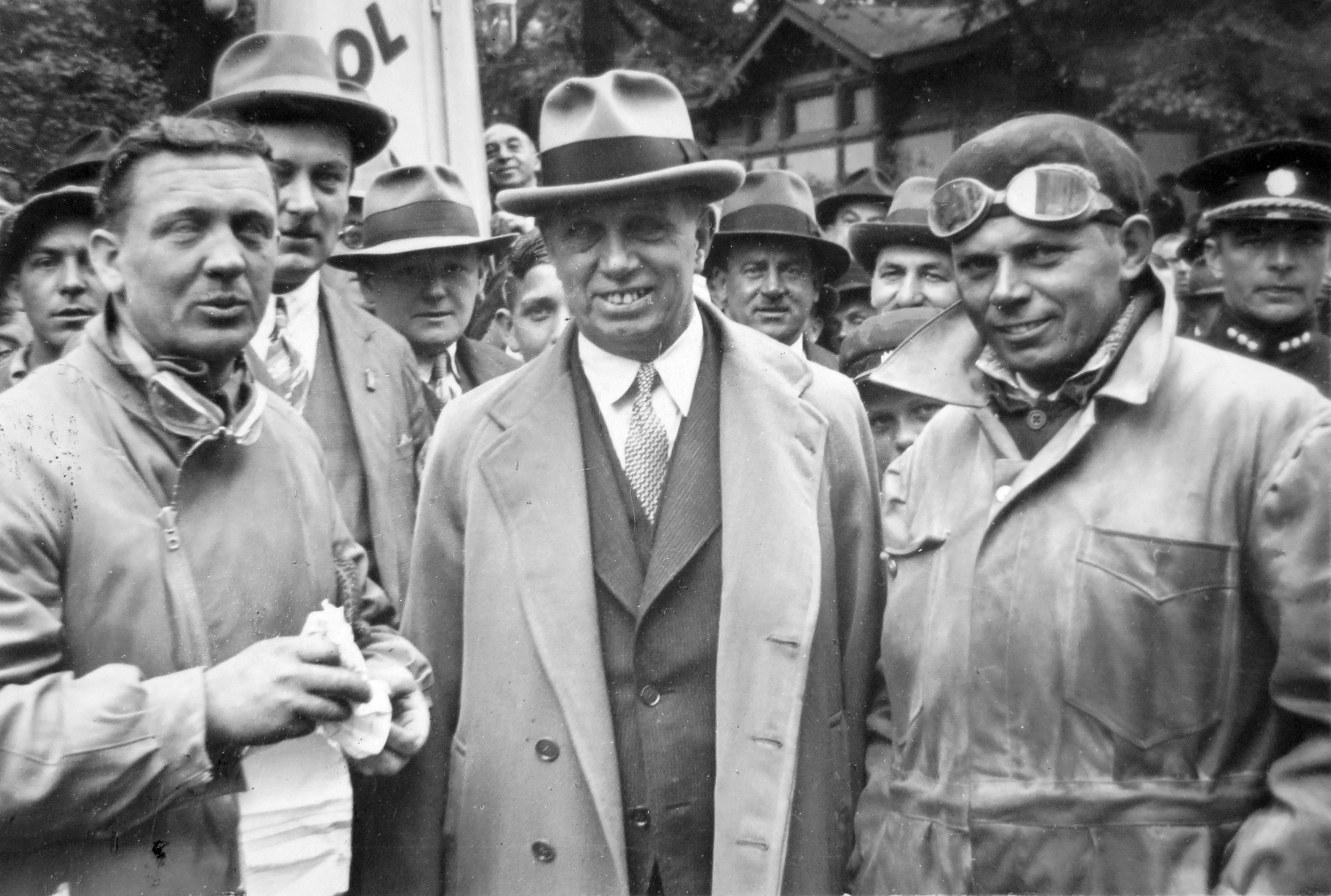
Předseda správní rady a prezident firmy Vítězslav Kumpera st. s vítěznou posádkou 1000 mil čsl. Knapp – Vojíř na voze Walter Junior S (1933)

V roce 1927 (28. dubna) zakládá konkurenční Ligu československých motoristů proti Autoklubu republiky Československé (AKRČs) jako organizaci lidovou, s nižšími příspěvky než měl AKRČs (zápisné 10 Kč, roční příspěvek 25 Kč), která brzy po založení dosáhla téměř 20 000 členů (AKRČs měl v roce 1928 počet členů 1376). Liga mělo sídlo zprvu ve Skořepce 7 a potom dlouhá léta v Lützowově 4, asi 200 m od sídla autoklubu Lützowova 29 (dnes Opletalova). Jedním z prvních kroků nové organizace bylo zavedení silniční služby (předchůdkyně tzv. "žlutých andělů"). Byl nejenom jejím zakladatelem ale i dlouholetým a vlastně jediným předsedou. Továrna Walter se oficiálně přestala sportovních a závodních podniků AKRČs v letech 1926-1929 zúčastňovat. Důvody tohoto kroku lze spatřovat v „odluce“ rodiny Kumperů od aktivit AKRČs, který postupně nastal od dubna 1925, kdy Vítězslav Kumpera na své funkce v AKRČs rezignoval. Triumvirát Vítězslav Kumpera st., Ing. Antonín Kumpera (starší syn, od roku 1927 generální ředitel Walter) a JUDr. Vítězslav Kumpera ml. (mladší syn, od roku 1929 komerční ředitel Walter) postupně rezignuje v AKRČs na funkce v představenstvu a v jednotlivých výborech klubu. Továrna Walter a Liga čs. motoristů v podstatě bojkotují veškeré sportovní akce pořádané AKRČs. Jedinou výjimku tvoří účast na všech autosalonech pořádaných AKRČs. K jistému uvolnění vztahů s Ligou československých motoristů dochází až v dubnu 1929, kdy je ing. Antonín Kumpera zvolen do výboru AKRČs. Za předsednictví Vítězslava Kumpery v Lize motoristů se v Praze uskutečnilo v květnu 1931 výroční zasedání a mezinárodní kongres Alliance Internationale de Tourisme (A.I.T.). Na kongresu, který se konal v Římě v roce 1933, byl V. Kumpera zvolen členem výboru A.I.T.

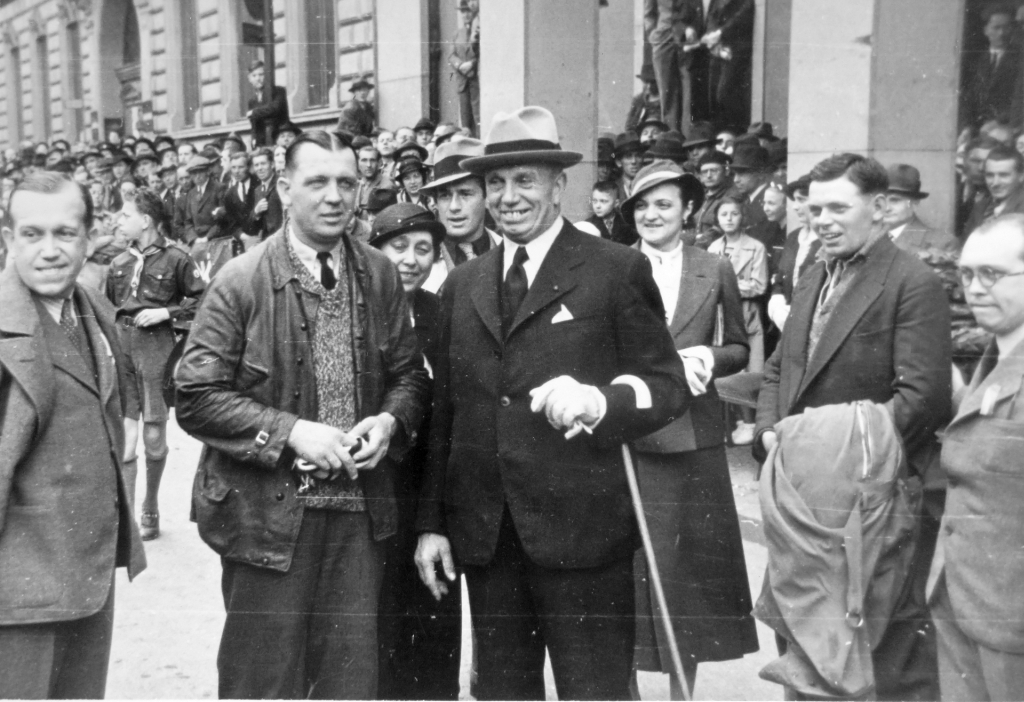
V cíli 1000 mil čsl. 1934 po vítězství posádky Knapp-Vojíř na voze Walter Standard S - zleva A. Kumpera (gen. ředitel fy.), J. Knapp, V. Kumpera st. (předseda správní rady a prezident fy.), K. Vojíř, V.Kumpera ml. (obch. ředitel fy.)

Shromáždění I. kongresu motoristů republiky Československé se konalo v Grégrové síni Obecního domu v Praze v dubnu 1933 a předsedal mu prezident Vítězslav Kumpera. Ve svém úvodním proslovu zdůraznil, že asociace soustřeďuje na 26 000 motoristů a sdružuje tedy asi 65 % všech organizovaných motoristů. Ke sloučení československých motoristických klubů při kongresu však nedošlo. Koncem roku 1934 již pod názvem Liga motoristů – Československého touring klubu vyhlásila členskou sbírku "Motorisací k obraně vlasti". Jako předseda Ligy předal 27.10.1935 při pořádání velké štafetové jízdy z nejvzdálenějších částí celé republiky za přítomnosti několika set vozidel našeho členstva na Staroměstském náměstí do rukou náčelníka hlavního štábu Ministerstva národní obrany (MNO) průběžný výnos sbírky 1,2 mil. Kč. Sbírka nebyla ukončena a pokračovala pod změněným názvem "Fond presidenta Osvoboditele". Koncem září 1937 na sbírce spravované Kuratoriem Ligy a MNO již byl obnos přes 1,6 mil. Kč. V druhé polovině 30. let taková sbírka nebyla ojedinělá. Na "Jubilejní fond na obranu státu" darovala v roce 1938 firma Walter 500 000 Kč, otec a oba synové přidali každý po 50 000 Kč. Mezi osobními dárci do fondu byl i místopředseda správní rady Theodor Svoboda, technický ředitel ing. František Barvitius, ing. Otakar Benák, ing. Jan Šusta a další. Celkem to bylo 678 tis. Kč. Oddělenou sbírku na tento fond pořádalo i dělnictvo a úřednictvo firmy Walter.
Jeho "Liga" se rozešla až v lednu 1939, aby její členstvo vstoupilo na slučovacím sjezdu do jednotného autoklubu AKRČs a prezident Kumpera odešel na odpočinek.
Byl řadu let aktivním členem Aeroklubu Republiky Československé (ARČs.), od roku 1923 byl v něm zvolen 9x místopředsedou a jednou byl i předsedou ARČs, zastupoval jej na řadě mezinárodních jednání a podniků. V roce 1927 navštívil továrnu Walter v jeho doprovodu prezident Mezinárodní letecké federace (FAI) hrabě Henry de La Vaulx. Od roku 1935 odstoupil z aktivní činnosti a byl za zásluhy zvolen členem čestného předsednictva. Byl od roku 1920 členem Československého červeného kříže (ČSČK), založeného Alicí Masarykovou a také Emanuelem Viktorem Voskou, byl nejprve pokladníkem pobočky pro Staré Město a Josefov, později se vypracoval a byl předsedou žup. sboru spolků ČSČK, předsedou automobilní komise Záchranných stanic ČSČK a členem hlavního stanu ČSČK. I ve svých 60 letech byl členem Národních gard ČSR v hodnosti podplukovníka a velitelem jejich motorizovaných oddílů.
Byl velmi činný v Československo-švédské společnosti (mj. předseda od 5. června 1934). V té souvislosti byl 20. listopadu 1937 vyznamenán švédským králem komturským křížem II. třídy řádu Vasa, které mu v Praze předal švédský vyslanec a vzácný přítel českého národa John de Lagerberg. Mimo to byl vyznamenán důstojnickým řádem Polonia Restituta (Řád znovuzrozeného Polska) a řádem svatého Sávy III. třídy.

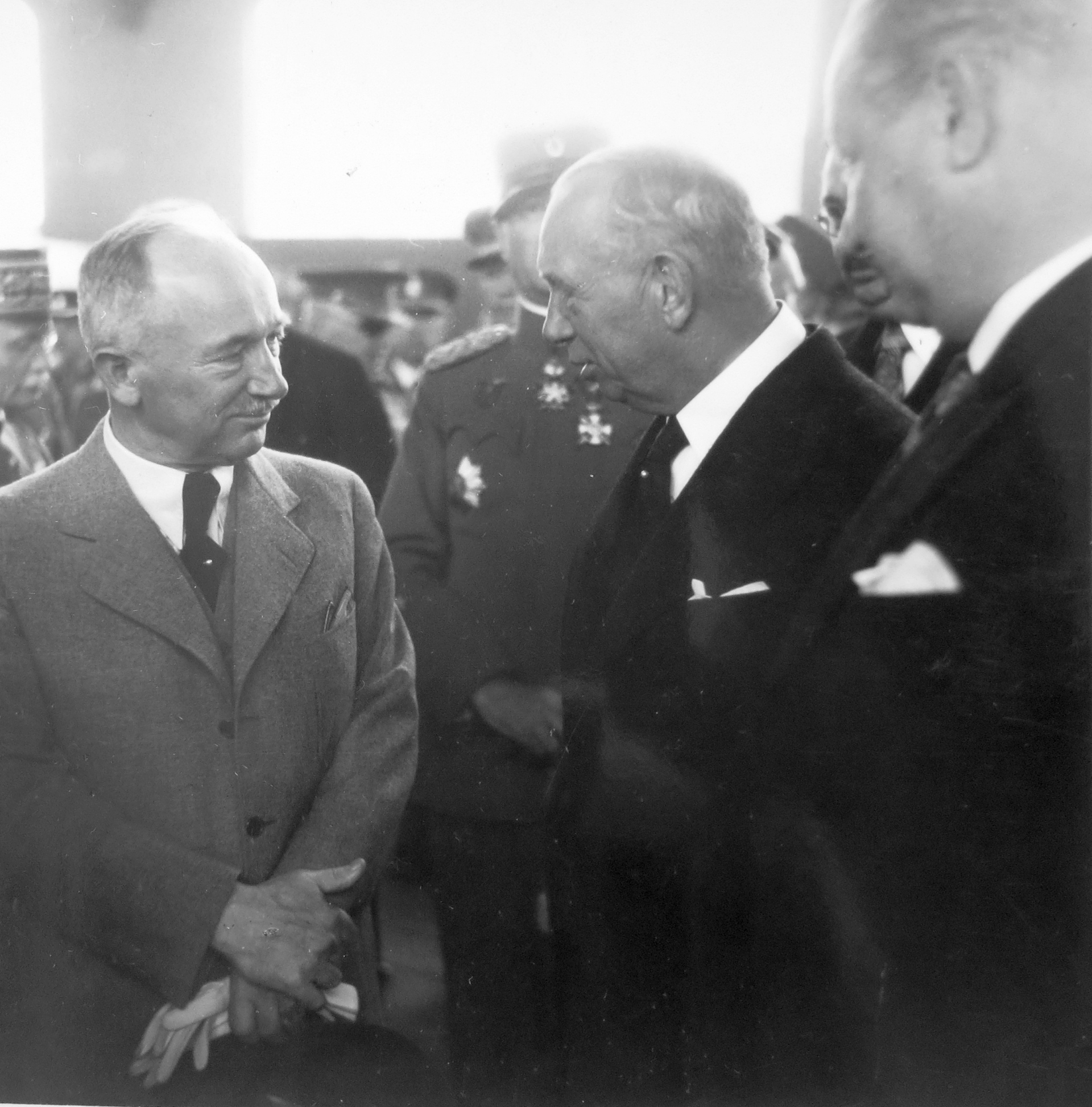
Prezident E. Beneš naschlouchá výkladu V. Kumpery st. (Letecká výstava Praha, červen 1937)

## Po II. světové válce
Majetek rodiny Kumperovy (Kumpera) byl konfiskován dle Dekretu presidenta republiky ze dne 25. října 1945 o konfiskaci nepřátelského majetku a Fondech národní obnovy č.108/1945 Sb. Továrna Walter Jinonice i Pála akc. spol. Slaný byly Dekretem presidenta republiky ze dne 27. října 1945 o znárodnění dolů a některých průmyslových podniků č. 100/1945 Sb. znárodněny. Stejný osud postihl firmu Tresoria. V roce 1948 dle Zákona č. 114/1948 Sb. a dle Vyhlášky ministra průmyslu ze dne 27. června 1948 o znárodnění podniků byla "Tresoria", továrna pokladen, akciová společnost, se sídlem v Praze II, Václavské nám. 3 pod položkou č. 348 znárodněna.
Mimo akciových podílů (Walter, Tresoria, Pála) vlastnil Vítězslav Kumpera st. v Praze i řadu nemovitostí. Mimo jiné to byl obytný dům v Platnéřské ul. 89/11, kde se svojí rodinou bydlel. V přízemí domu jsou dodnes obchodní prostory. Tam ve 30. letech byla reprezentační prodejna automobilky Walter. Po II. světové válce v těchto prostorech bývala prodejna Mototechny. Reprezentační prodejna Tresorie byla na Starém Městě (Havelská 496/29). Průčelí domu doplňuje praporová žerď s iniciálou K umístěnou v ozubeném kole. Označuje majitele domu ing. Antonína a JUDr. Vítězslava Kumperovi. Forma žerdě charakterizuje zaměření rodiny, která je významně spjata s leteckou a automobilovou továrnou Walter. Dům má původní výklad s logem od firmy Tresoria. Ve vedlejším domě Havelská 27 byla prodejna velkoobchodu s kůžemi vlastněná Vítězslavem Kumperou st. Dále mimo jiné vlastnili vily v Praze a okolí mj. vilu ve smíchovské ulici U Mrázovky 1877/18 (nad Nikolajkou) a jeho syn Antonín zámek Koloděje s jízdárnou, s restaurací a přilehlými pozemky. Vyhláškou Rady zemského národního výboru o konfiskaci vydanou referentem Hötzlem dle dekretu č. 108/45 byly veškeré nemovitosti a pozemky Kumperů v roce 1948 vyvlastněny.
Kumperovi na konci války kvůli lidovým nepokojům v Kolodějích přesídlili do domu v Platnéřské ulici v Praze. V srpnu 1945 vydal národní výbor v Kolodějích Kumperům osvědčení o státní a národnostní spolehlivosti, podle něhož nebyli v době německé okupace ve spojení s Němci, chovali se jako dobří Češi a měli sociální cítění. Přesto byl jejich majetek zkonfiskován. V neprospěch Antonína Kumpery bylo později použito to, že nacistický správce waltrovky Gustav Klestil jej po dobu války nechal ve vedení firmy Walter. V prosinci 1945 byli všichni tři Kumperové (otec i oba synové) včetně ředitele Theodora Svobody zatčeni pro údajnou kolaboraci s Němci a na základě zjištění komise ministerstva průmyslu obviněni i z finančních machinací velkého rozsahu, tj. za bezmála 160 milionů korun. Z vyšetřovací vazby byl po roce a půl nejdříve propuštěn Vítězslav Kumpera st. a v roce 1947 i oba jeho synové. K soudnímu jednání už nedošlo, protože Kumperové emigrovali do Jižní Ameriky, zprvu byli v Argentině a později v Brazílii. V roce 1952 Vítězslav Kumpera st. v emigraci umírá.

## Restituční spory
Vnuk Vítězslava Kumpery st. a syn Antonína Kumpery se po roce 1989 zapojil do restitucí. Nejvyšší soud po roce 1990 uznal, že konfiskace majetku rodu Kumperových byla zneužitím Benešových dekretů v zájmu nastupujícího totalitního režimu. Vítězslav Kumpera nejml., požádal o vrácení zámku Koloděje s oborou, restaurací a jízdárnou v roce 1991. Když stát odmítl zámek vydat, obrátil se na soud. Dále se soudil o budovy a pozemky v Praze 1 na Starém Městě a v Praze 5 na Smíchově a v Jinonicích. Domy v Platnéřské a Havelské ulici získal v roce 1999 až po dovolání bytového podniku k Nejvyššímu soudu. V roce 2008 odvolací senát Kumperovi po dlouholetém sporu definitivně přiřkl zámek Koloděje a radnice pražské místní části Koloděje podle Pražského městského soudu musela vrátit Vítězslavu Kumperovi zámeckou jízdárnu s restaurací a pozemky v blízkosti barokního zámku.

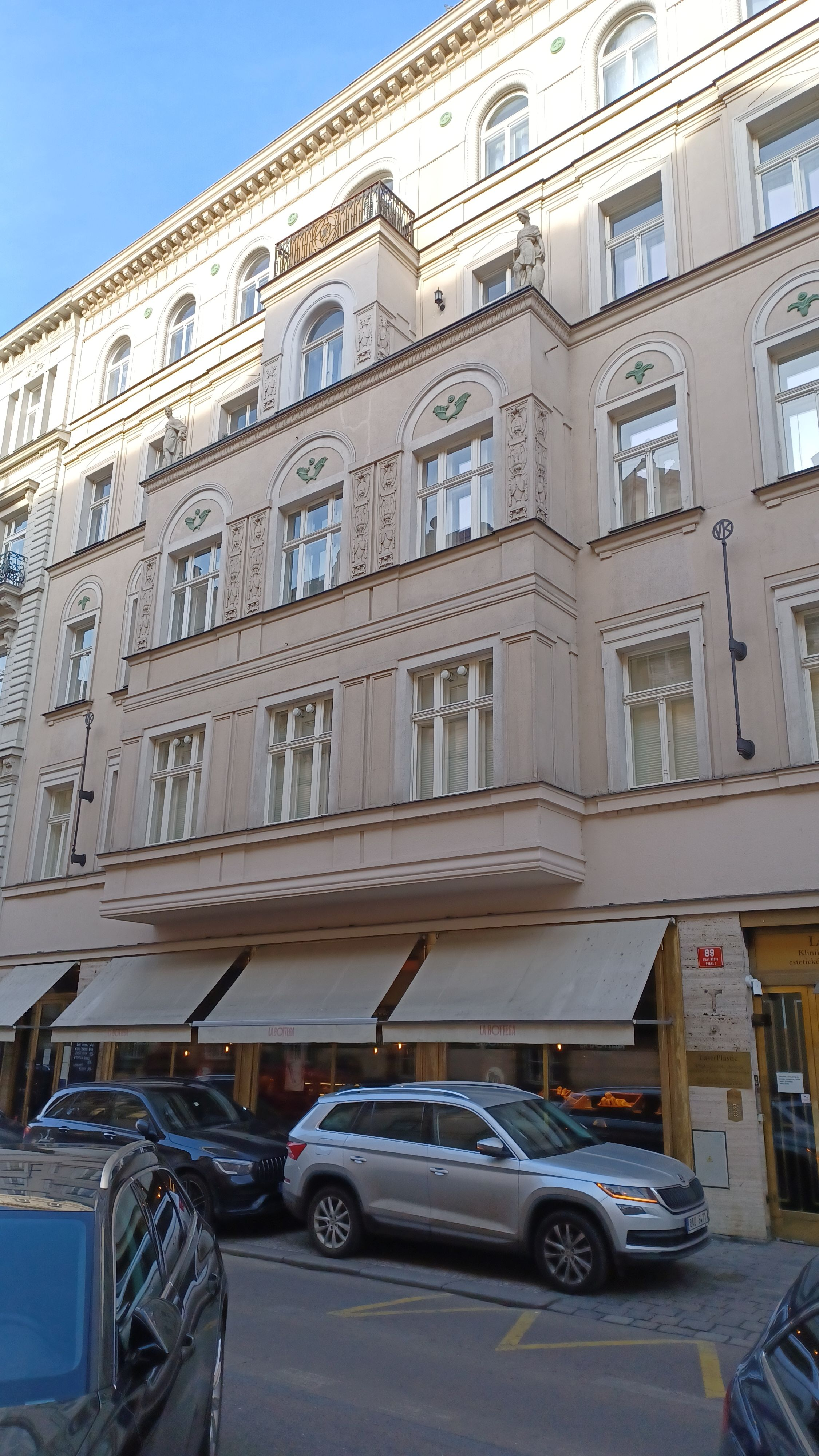
Platnéřská 98/11 - Bývalý dům Vítězslava Kumpery, prezidenta společnosti A.S. Walter. I 75 let po konfiskaci (1948) má dům praporové žerdě s iniciálami VK (Vítězslav Kumpera).

Vítězslav Kumpera nejml. hodlal na zámku vybudovat rodinné muzeum Antonína Kumpery a továrny Walter. Obrovské, nefungující divadlo v jízdárně hodlal rekonstruovat a pronajímat jej například pro taneční zábavy. K rekonstrukci však nedošlo a jízdárnu ve stavu, v jakém byla, pronajímal různým nájemcům. Samotný zámek Kumpera 22. ledna 2010 prostřednictvím firmy Marathon Consulting Group nabídl k prodeji za cenu 250 milionů Kč. Portál iDnes.cz však zveřejnil názory, že cena je nadsazená a skutečná cena je 140 až 180 milionů Kč. V březnu 2010 zámek za necelých 233 milionů Kč koupila akciová společnost Pura Vida (následně přejmenovaná na Zámek Koloděje a.s.), za kterou stojí podnikatel Tomáš Chrenek, spolumajitel Třineckých železáren, filmových ateliérů Barrandov Studio, ukrajinských železnorudných dolů a sítě nemocnic a zdravotní pojišťovny AGEL. V roce 2015 se Kumpera rozhodl i zámeckou jízdárnu prodat společnosti Zámek Koloděje a.s.
Prodejem skončily i domy v Platnéřské a Havelské ulici. V Platnéřské 98/11 je v prostorech bývalé prodejny automobilů Walter prodejna lahůdek a zahraničních specialit La Bottega di Finestra a v horních patrech jsou soukromé byty. I v roce 2023 (75 let po konfiskaci) je dům osazen 2 praporovými žerděmi, které jsou ukončeny kruhem s vetknutými iniciálami VK. Dům v Havelské 429/29 (reprezentační prodejna firmy Tresoria) je nyní ve vlastnictví DUEMILA, s.r.o. a je zde hotel LEON D'ORO a obchod Carmen Fur and Leather - Havelská 29. 